# Katsutomo Oshiba
Katsutomo Oshiba (大柴 克友 Ōshiba Katsutomo?, nacido el 10 de mayo de 1973 en Yamanashi) es un exfutbolista japonés. Jugaba de delantero y su último club fue el Vegalta Sendai de Japón.

## Trayectoria

### Clubes
| Club                | País  | Año         |
| ------------------- | ----- | ----------- |
| Ventforet Kofu      | Japón | 1996 - 1999 |
| JEF United Ichihara | Japón | 2000 - 2003 |
| Vegalta Sendai      | Japón | 2004 - 2006 |